# Adam Goldstein
Adam Michael Goldstein (Filadélfia, 30 de março de 1973 – Nova Iorque, 28 de agosto de 2009), mais conhecido como DJ AM, foi um disc jockey estadunidense.
Em 19 de setembro de 2008, após ter tocado com seu frequente colaborador Travis Barker, Goldstein ficou gravemente ferido quando o Learjet em que ele e Barker viajavam caiu na Carolina do Sul. O acidente matou dois agentes e dois passageiros. Barker e Goldstein ficaram gravemente feridos.

## Morte
DJ AM foi encontrado morto em seu apartamento em Nova Iorque, em torno das 17h20 de 28 de agosto de 2009. Tinha 36 anos. Amigos dele chamaram a polícia, que junto com os paramédicos arrombaram o apartamento e encontraram o corpo de Goldstein. Fontes dizem que a morte se deveu a overdose acidental. Um oficial de execução de direito de Nova York declarou que foram encontrados equipamentos para fabricar droga no apartamento de Goldstein, mas que não havia sinais de violência. DJ AM consumia grandes quantidades de droga, e também a fabricava, ao que parece.